# Newfoundland and Labrador Route 1
Die Newfoundland and Labrador Route 1, kurz NL 1, befindet sich auf der Insel Neufundland. Sie beginnt im Südwesten der Insel in der Hafenstadt Channel-Port aux Basques, dort befindet sich die Fährverbindung nach North Sydney in Nova Scotia, und endet in St. John’s. Die Route hat eine Länge von 911 km und gehört zum National Highway System.

## Streckenverlauf
Das östlichste Teilstück des Trans-Canada Highways beginnt in Port aux Basques. Der dortige Fährhafen verbindet die Insel mit North Sydney in der Provinz Nova Scotia, 90 % des Fährverkehrs nach Neufundland werden über diese Fährverbindung abgewickelt; in North Sydney befindet sich die Weiterführung des Trans-Canada Highways. Die Route führt nach Nordwesten aus der Stadt heraus und trifft dort auf die Westküste von Neufundland. Die Strecke verläuft von dort ab in nordöstlicher Richtung, in Stephenville Crossing zweigt die Route 490 nach Osten hin ab, über die Stephenville und Cape St. George erreicht werden kann. Die Route führt weiter nach Corner Brook und Deer Lake. In Deer Lake zweigt die Route 430 ab, die die Great Northern Peninsula mit der nördlichsten Stadt Neufundlands St. Anthony erschließt.
Die Strecke verläuft von dort aus nach Osten hin bis South Brook, dort schwenkt die Route nach Süden hin bis in die Kleinstadt Badger. Von dort aus geht die Route wieder in östlicher Weise weiter. Östlich von Gander liegt der Gander International Airport, die Route schwenkt nach Südosten und erreicht den Terra-Nova-Nationalpark. Die Benutzung des Parks ist kostenpflichtig, der direkte Transit ohne Stopp ist kostenfrei. Die Strecke führt weiter nach Süden und erreicht bei Sunnyside die Halbinsel Avalon. Die Route verläuft zuerst nach Südosten hin, dann weiter östlich und daraufhin nach Nordosten. Sie erreicht die Provinzhauptstadt St. John’s und endet dort im Norden der Stadt.